# Porporela

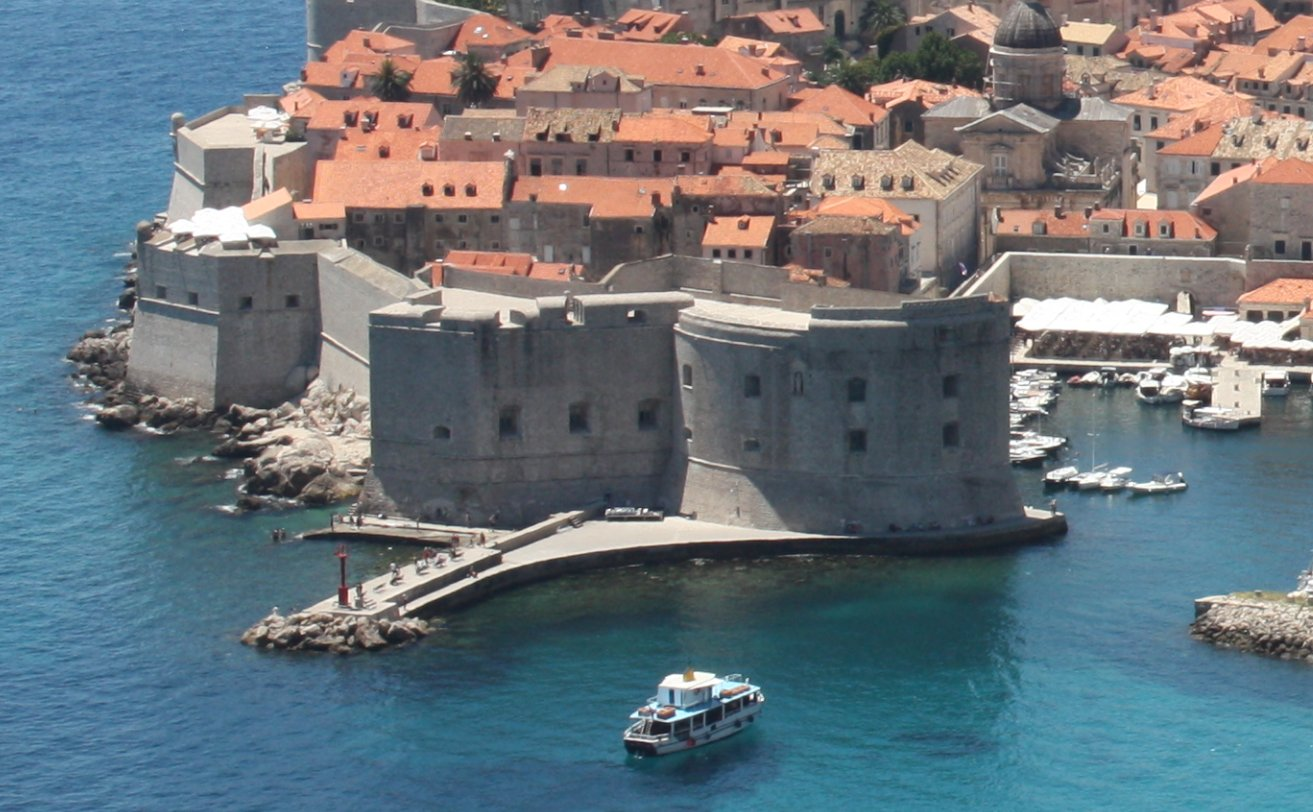
Porporela och S:t Johannes fästning 2011.

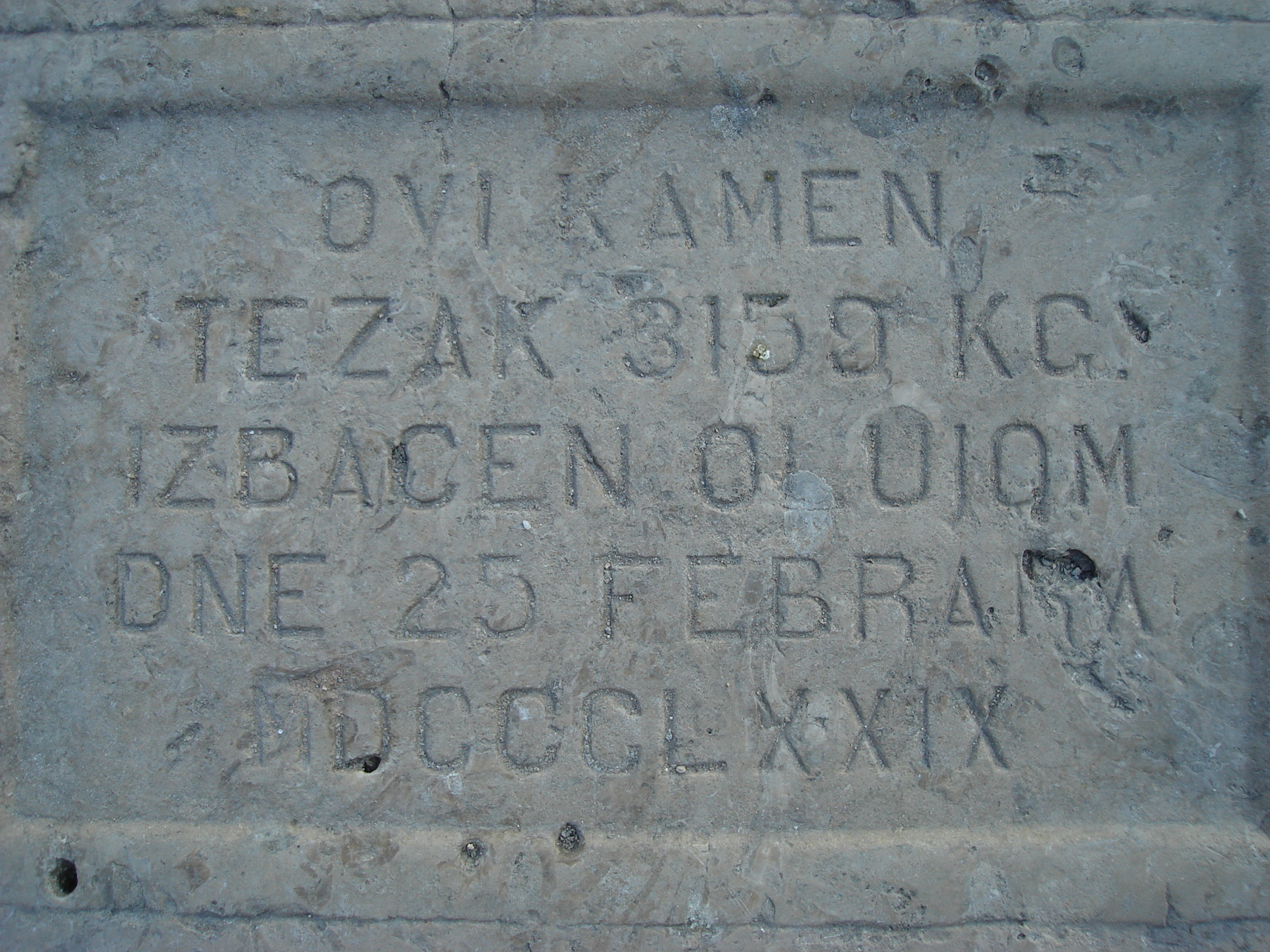
Minnestavla över den sten som föll på piren 1879.

Porporela är en pir i Dubrovnik i Kroatien. Piren skjuter ut i havet vid S:t Johannes fästning i den sydöstra delen av Gamla stan i Dubrovnik och är en av stadens landmärken. Den nuvarande piren anlades under den österrikisk-ungerska administrationen 1873 även om dess historia är äldre än så. Piren är en vågbrytare vid Dubrovniks gamla hamn, en badplats och en kvällsesplanad. Vid piren organiseras även konserter och sportevenemang.

## Etymologi
Pirens namn kommer från det latinska ordet purpura vilket närmast kan översättas till en serie konstgjorda rev, holmar, klippor eller banker uppförda från en serie av åsar. Den finns omnämnd i venetianska källor från den 26 januari 1281. I republiken Dubrovnik omnämns piren 1367 som porporaria. Det kroatiska namnet för piren är ett derivat av "porporaria".

## Historik
Den 25 februari 1879 medförde kraftig blåst och höga vågor att en sten som vägde 3 159 kg föll på Porporela. Stenen byggdes in i piren och en minnestavla som påminner om händelsen utgör idag en av pirens attraktioner.